# Who's Your Momma
Who's Your Momma is het vijfde studioalbum van Anouk uit 2007. Het werd op 23 november 2007 uitgebracht in Nederland en België. Het is haar eerste studioalbum sinds Hotel New York uit 2004. Het album debuteerde op de eerste plek in Nederland, waardoor het haar vijfde nummer 1-album, en vierde debuut aan de top is.
Het album wordt voorafgegaan door de single Good God, en begin 2008 volgt I Don't Wanna Hurt: een ballad die ze schreef samen met de Canadese songwriter Dan Hill.

## Nummers
| 1  | If I Go            | 4:24 |
| 2  | Might As Well      | 3:10 |
| 3  | Make It Rain       | 4:02 |
| 4  | Modern World       | 3:30 |
| 5  | I Don't Wanna Hurt | 3:33 |
| 6  | Good God           | 2:36 |
| 7  | The Difference     | 3:05 |
| 8  | Whatever You Say   | 3:15 |
| 9  | Ball and Chain     | 3:31 |
| 10 | Daze               | 3:37 |
| 11 | If You Were Mine   | 4:07 |

## Singles van dit album
| Single met eventuele hitnotering(en) in de Nederlandse Top 40 | Datum van verschijnen | Datum van binnenkomst | Hoogste positie | Aantal weken | Opmerkingen |
| ------------------------------------------------------------- | --------------------- | --------------------- | --------------- | ------------ | ----------- |
| Good God                                                      | 02-11-2007            | 03-11-2007            | 7               | 15           |             |
| I Don't Wanna Hurt                                            | 25-01-2008            | 26-01-2008            | 4               | 15           |             |
| Modern world                                                  | 14-04-2008            | 10-05-2008            | 3               | 19           | Alarmschijf |
| If I Go                                                       | 01-09-2008            | 20-09-2008            | 15              | 9            | Alarmschijf |

| Single met hitnotering(en) in de Vlaamse Ultratop 50 | Datum van verschijnen | Datum van binnenkomst | Hoogste positie | Aantal weken | Opmerkingen |
| ---------------------------------------------------- | --------------------- | --------------------- | --------------- | ------------ | ----------- |
| Good God                                             | 2007                  | 25-11-2007            | 13              | 16           |             |
| I Don't Wanna Hurt                                   | 2008                  | 01-03-2008            | tip1            | -            |             |
| Modern World                                         | 2008                  | 21-06-2008            | 33              | 7            |             |

## Hitnotering
| "Who's Your Momma" in de Nederlandse Album Top 100 - binnen: 01-12-2007 | "Who's Your Momma" in de Nederlandse Album Top 100 - binnen: 01-12-2007 | "Who's Your Momma" in de Nederlandse Album Top 100 - binnen: 01-12-2007 | "Who's Your Momma" in de Nederlandse Album Top 100 - binnen: 01-12-2007 | "Who's Your Momma" in de Nederlandse Album Top 100 - binnen: 01-12-2007 | "Who's Your Momma" in de Nederlandse Album Top 100 - binnen: 01-12-2007 | "Who's Your Momma" in de Nederlandse Album Top 100 - binnen: 01-12-2007 | "Who's Your Momma" in de Nederlandse Album Top 100 - binnen: 01-12-2007 | "Who's Your Momma" in de Nederlandse Album Top 100 - binnen: 01-12-2007 | "Who's Your Momma" in de Nederlandse Album Top 100 - binnen: 01-12-2007 | "Who's Your Momma" in de Nederlandse Album Top 100 - binnen: 01-12-2007 | "Who's Your Momma" in de Nederlandse Album Top 100 - binnen: 01-12-2007 | "Who's Your Momma" in de Nederlandse Album Top 100 - binnen: 01-12-2007 | "Who's Your Momma" in de Nederlandse Album Top 100 - binnen: 01-12-2007 | "Who's Your Momma" in de Nederlandse Album Top 100 - binnen: 01-12-2007 | "Who's Your Momma" in de Nederlandse Album Top 100 - binnen: 01-12-2007 | "Who's Your Momma" in de Nederlandse Album Top 100 - binnen: 01-12-2007 | "Who's Your Momma" in de Nederlandse Album Top 100 - binnen: 01-12-2007 | "Who's Your Momma" in de Nederlandse Album Top 100 - binnen: 01-12-2007 | "Who's Your Momma" in de Nederlandse Album Top 100 - binnen: 01-12-2007 | "Who's Your Momma" in de Nederlandse Album Top 100 - binnen: 01-12-2007 | "Who's Your Momma" in de Nederlandse Album Top 100 - binnen: 01-12-2007 | "Who's Your Momma" in de Nederlandse Album Top 100 - binnen: 01-12-2007 | "Who's Your Momma" in de Nederlandse Album Top 100 - binnen: 01-12-2007 | "Who's Your Momma" in de Nederlandse Album Top 100 - binnen: 01-12-2007 | "Who's Your Momma" in de Nederlandse Album Top 100 - binnen: 01-12-2007 | "Who's Your Momma" in de Nederlandse Album Top 100 - binnen: 01-12-2007 | "Who's Your Momma" in de Nederlandse Album Top 100 - binnen: 01-12-2007 |
| Week                                                                    | 1                                                                       | 2                                                                       | 3                                                                       | 4                                                                       | 5                                                                       | 6                                                                       | 7                                                                       | 8                                                                       | 9                                                                       | 10                                                                      | 11                                                                      | 12                                                                      | 13                                                                      | 14                                                                      | 15                                                                      | 16                                                                      | 17                                                                      | 18                                                                      | 19                                                                      | 20                                                                      | 21                                                                      | 22                                                                      | 23                                                                      | 24                                                                      | 25                                                                      | 26                                                                      | 27                                                                      |
| ----------------------------------------------------------------------- | ----------------------------------------------------------------------- | ----------------------------------------------------------------------- | ----------------------------------------------------------------------- | ----------------------------------------------------------------------- | ----------------------------------------------------------------------- | ----------------------------------------------------------------------- | ----------------------------------------------------------------------- | ----------------------------------------------------------------------- | ----------------------------------------------------------------------- | ----------------------------------------------------------------------- | ----------------------------------------------------------------------- | ----------------------------------------------------------------------- | ----------------------------------------------------------------------- | ----------------------------------------------------------------------- | ----------------------------------------------------------------------- | ----------------------------------------------------------------------- | ----------------------------------------------------------------------- | ----------------------------------------------------------------------- | ----------------------------------------------------------------------- | ----------------------------------------------------------------------- | ----------------------------------------------------------------------- | ----------------------------------------------------------------------- | ----------------------------------------------------------------------- | ----------------------------------------------------------------------- | ----------------------------------------------------------------------- | ----------------------------------------------------------------------- | ----------------------------------------------------------------------- |
| Nummer                                                                  | 1                                                                       | 2                                                                       | 3                                                                       | 4                                                                       | 4                                                                       | 3                                                                       | 3                                                                       | 2                                                                       | 2                                                                       | 4                                                                       | 5                                                                       | 7                                                                       | 8                                                                       | 8                                                                       | 7                                                                       | 9                                                                       | 17                                                                      | 14                                                                      | 6                                                                       | 17                                                                      | 16                                                                      | 18                                                                      | 14                                                                      | 9                                                                       | 10                                                                      | 9                                                                       | 10                                                                      |
| Week                                                                    | 28                                                                      | 29                                                                      | 30                                                                      | 31                                                                      | 32                                                                      | 33                                                                      | 34                                                                      | 35                                                                      | 36                                                                      | 37                                                                      | 38                                                                      | 39                                                                      | 40                                                                      | 41                                                                      | 42                                                                      | 43                                                                      | 44                                                                      | 45                                                                      | 46                                                                      | 47                                                                      | 48                                                                      | 49                                                                      | 50                                                                      | 51                                                                      | 52                                                                      |                                                                         |                                                                         |
| Nummer                                                                  | 11                                                                      | 5                                                                       | 6                                                                       | 8                                                                       | 9                                                                       | 10                                                                      | 11                                                                      | 14                                                                      | 12                                                                      | 14                                                                      | 18                                                                      | 20                                                                      | 19                                                                      | 26                                                                      | 23                                                                      | 24                                                                      | 30                                                                      | 35                                                                      | 34                                                                      | 43                                                                      | 46                                                                      | 46                                                                      | 44                                                                      | 62                                                                      | 66                                                                      | uit                                                                     |                                                                         |